# Laura Stoica
Laura Stoica   (Alba Iulia, 10 d'octubre de 1967 - Sinești, 9 de març de 2006) de nom complet Adriana-Laurenția "Laura" Stoica,va ser una cantant, compositora i actriu de pop rock romanesa. Sovint és considerada la millor vocalista de rock femení i una de les figures més importants de l'escena musical romanesa local. Entre 1990 i 2005, Stoica va gravar 4 àlbums d'estudi, va actuar en més de 700 espectacles al seu país i a l'estranger i va tenir més de 650 aparicions televisives.

## Biografia
L'any 1986, Laura es gradua a l'"Escola d'Arts Populars" de Târgoviște amb una llicenciatura en cant clàssic. Laura s'estrena com a cantant l'any 1987 al Festival Trofeu Jove d'Amara, on aconsegueix el segon lloc de cant en solitari. Després, participa en la majoria dels grans concursos de nous talents que se celebren a Romania i fa la seva primera gira (amb Semnal M i Riff). El 1989, obté un contracte de cantant d'un any al Teatre "Toma Caragiu" de Ploiești.
Laura Stoica es fa famosa a Romania després de guanyar el gran trofeu i el primer lloc de cant solista l'any 1990 al Festival de Mamaia, amb Dă, Doamne, cântec ("Give Us Music, Lord"), una cançó escrita per Viorel Gavrilă. Romanian Radio Broadcasting Company li atorga el premi de debut el 1990. L'any següent, Laura grava Un actor grăbit ("Un actor amb pressa"), escrit per Bogdan Cristinoiu, que es converteix en la cançó romanesa de l'any i Laura guanya el premi a la millor veu pop femenina de 1991. L'any 1992, Laura estrena Un actor grăbit com a single i després participa al Festival del Cervo d'Or de Brașov, on guanya el primer premi a la secció de discografia i el tercer premi de cant en directe. Durant el festival, també llança el seu següent gran èxit, Focul ("The Fire"), escrit per ella i Răzvan Mirică.
El 1993, s'estableix la Laura Stoica Band, per donar suport a Laura en concerts en directe, gires i programes de televisió. La primera formació inclou alguns dels músics de pop i rock romanesos més experimentats: Iulian Vrabete (baix, de Holograf), Eugen Mihăescu (guitarra, de Krypton), Vlady Cnejevici (teclats, de Compact i Pasărea Colibri), Florin Ionescu (bateria, de la Direcția 5), i Cristian Soleanu (saxo).
El primer àlbum de Laura, Focul ("The Fire"), es publica l'any 1994. La majoria de les cançons d'aquest àlbum es converteixen en grans èxits a Romania i s'han inclòs en moltes recopilacions des de llavors. El mateix any, es considera la cantant pop femenina més sexy de Romania, segons la revista "Pop, Rock & Show". Durant aquest període, Laura aconsegueix ser la primera dona del seu país d'origen considerada com una intèrpret de rock modern, combinant les seves habilitats vocals amb la seva actitud i aparença rebels. Els anys 1994, 1995 i 1996 es presenta al concurs de composició de cançons al Festival de Mamaia.
El seu segon àlbum ,... Nici o stea (""... No Star") es publica el febrer de 1997. Algunes de les cançons del nou disc s'han fet molt conegudes a Romania. Després, Laura guanya el premi a la millor veu femenina al Malta Song Festival de Malta, i el tercer lloc amb la seva pròpia cançó, În singurătate ("In Loneliness"), al Festival de Mamaia. El mateix any, participa en el concurs de discografia al Festival del Cervo d'Or amb... Nici o stea. El disc d'Stoica obté el segon lloc.

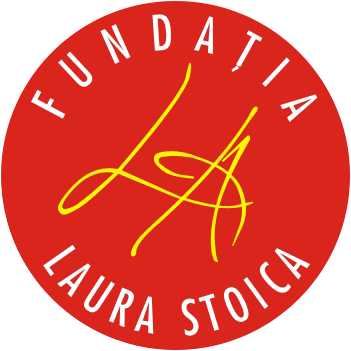
Signatura de Laura Stoica tal com es veu al logotip oficial de la fundació creada per ella.

L'any 1998, Laura fa una gira per Israel i participa en el Festival de Pamukkale a Turquia, on obté el premi del jurat. És la millor vocalista de rock femení de l'any, segons "Bravo Romania". Laura Stoica Band té algunes formacions noves, que inclouen: Remus Carteleanu (guitarra), Matei Bulencea 'Căpitanu'i Paul Baciu (baix), Emanuel Gheorghe 'Fisă'i Mihai Coman (teclats), Răzvan Lupu 'Lapi' (bateria), i més tard, Relu Bițulescu, Andrei Bărbulescu, Răzvan Gorcinski (bateria) i Fernando Drăgănici (teclats).
L'any 2000, Stoica completa els enregistraments del seu tercer disc, titulat Vino ("Come"), però no aconsegueix publicar-lo, a causa de la seva caiguda de popularitat. Vino s'estrena oficialment nou anys després.
L'any 2000, Laura es va graduar a la "Universitat Ecològica de Bucarest" amb una llicenciatura en teatre. Constantin Codrescu, Vlad Rădescu i Doru Ana són els seus professors durant els dos últims anys d'estudis. Com a actriu, actua al Nottara and Odeon Theatre de Bucarest, al National Opera Theatre de Constanța i al Teatre "Toma Caragiu" de Ploiești. El 2003, és escollida per Disney per proporcionar la veu de Melpomeme en romanès per a la sèrie d'animació Hèrcules.
Després d'algunes gires i concerts menors als Estats Units d'Amèrica, Stoica torna al seu país natal i, el 2004, planeja un retorn a l'escena musical local. Estableix una nova formació per a la seva banda: Adrian Vișteanu (guitarra), Emanuel Gheorghe 'Fisă'(teclats), Victor Miclăuș (baix) i Cristian Mărgescu (bateria, que esdevé el seu promès). El juny de 2005, va llançar un nou àlbum, titulat Sa modificat ("Ha canviat"), però el disc només té molt poca cobertura mediàtica i gairebé no obté cap èxit comercial.
El 9 de març de 2006, Stoica i el seu promès van perdre la vida en un accident de cotxe prop d'Urziceni. En aquell moment estava embarassada. Està enterrada al cementiri de Bellu a Bucarest.
En els anys següents, els àlbums... Nici o stea i Focul van ser reeditats pel segell discogràfic Roton. El 2009, Vino va ser publicat pòstumament pel mateix segell. A més, es van publicar alguns àlbums recopilatoris amb les seves cançons. Cada any té lloc a Târgoviște un festival nacional de música dedicat a Laura Stoica.

## Laura Stoica Band
La banda va ser creada el 1993 per donar suport a Laura Stoica en concerts en directe, gires i programes de televisió. Inclou uns 20 músics de rock, pop o jazz:
- Iulian Vrabete - baix, cors, compositor (1993–1998)
- Eugen Mihăescu - guitarra, cors, compositor (1993-1998)
- Vlady Cnejevici - teclats, cors, compositor (1993–1998)
- Florin Ionescu - bateria, cors, compositor (1993-1996)
- Cristian Soleanu – saxo (1993–1995)
- Răzvan Lupu 'Lapi'- bateria (1996–1999)
- Remus Carteleanu - guitarra, cors, compositor (1998–2002)
- Matei Bulencea 'Căpitanu'- baix, cors, compositor (1998–2002)
- Mihai Coman - teclats, cors, compositor (1999–2002)
- Relu Bițulescu – bateria (1999–2000)
- Andrei Bărbulescu - bateria (2000-2001)
- Fernando Drăgănici – teclats (2001–2002)
- Răzvan Gorcinski - bateria (2001–2002)
- Paul Baciu – baix (2003?)
- Adrian Vișteanu - guitarra, cors, compositor (2004–2006)
- Emanuel Gheorghe 'Fisă'- teclats, cors, compositor (1998–1999, 2004–2006)
- Victor Miclăuș – baix, cors (2004–2006)
- Cristian Mărgescu – bateria, cors (2004–2006)
- Laura Luchian - cors (2005-2006)

Músics de la sessió i altres col·laboradors: Alin Constanțiu (saxo), Nicu Damalan (guitarra, compositor), Marius Bațu (cors), Adrian Ordean (guitarra), Răzvan Mirică (compositor), Laurențiu Cazan (guitarra acústica), Eugen Tegu (baix), Bogdan Cristinoiu (teclats, compositor), Cristina Andrei (cors), Bobby Stoica (compositor), Mihai Godoroja (compositor). Responsables: Aurel Mitran, Sorin Bocerean.

## Discografia
- Un actor grăbit ("Un actor amb pressa") (single, 1992)
- Focul ("The Fire") (àlbum, CD/MC, 1994) (reeditat el 2008)
- ... Nici o stea (""... No Star") (àlbum, CD/MC, 1997) (reeditat el 1999 i el 2006)
- Vino ("Come") (àlbum, 2000 / CD, 2009)
- Sa modificat ("Ha canviat") (àlbum, CD/MC, 2005)
- Dă, Doamne, cântec ("Give Us Music, Lord") (recopilació, CD/MC, 2007)
- Laura Stoica – Ediție specială ("Laura Stoica – Edició especial") (àlbum de vídeo, DVD, 2007)
- Muzică de col·lecció, Vol. 62 – Laura Stoica ("Col·lecció de música, Vol. 62 – Laura Stoica") (recull, CD, 2008, publicat amb el diari Jurnalul Național)
- Col·lecció de aur ("La col·lecció daurada") (cofressa de 3 CD, 2009, inclou Focul,... Nici o stea, i Dă, Doamne, cântec)
- Întotdeauna - Laura Stoica ("Forever - Laura Stoica") (recopilació, CD/descàrrega digital, 2021)